# Zoë Readhead
Zoë Neill Readhead (Summerhill, 1946. november 2. –) angol pedagógus, a Summerhill iskola jelenlegi igazgatója, az iskolaalapító A. S. Neill lánya.

## Életútja
Zoë Readhead a Summerhill iskolát alapító Alexander Sutherland Neill második házasságából született leánygyermek. Az iskolában született és - kevés kivétellel - iskolába is oda járt. Gyerekkorát apja dokumentálta egyrészt könyveiben (The Free Child, 1952) másrészt Wilhelm Reich-hez írt leveleiben. Soha nem végzett egyetemet.
1973-ban, apja halálakor édesanyja, Ena vette át az iskola vezetését, amit 1985-ben adott át lányának, amely napjaink legrégibb, ma is működő demokratikus iskolája.
A Zoe Readhead által vezetett iskola 2011-ben ünnepelte fennállásának 90-dik évfordulóját. Az iskolában ugyanúgy, mint az alapító Neill idejében, egy széles körű, közös, tanár-diák önkormányzat működik, amelyben a gyerekek maguk döntik el, hogy milyen tevékenységet folytatnak. Az iskola a játékot, a beszélgetést, az olvasást nem tekinti alacsonyabb rendűnek a tanárok vezette tanulásnál. Summerhillben csak a tanároknak kötelező óráikat megtartani. Számos gyerek, aki más iskolákban kudarcot vall, Summerhillbe kerülve visszanyeri életkedvét, és rövidebb hosszabb pihenő után elkezdi az órákat is látogatni, amelyek kielégítik érdeklődési körét. Az iskola segíti a tanulókat abban, hogy letegyék azokat a vizsgákat, melyek az egyetemi továbbtanuláshoz szükségesek.
Zoë Readhead iskolavezetői idejében az angol oktatási kormányzat megpróbálta bezáratni az iskolát, amit csak úgy lehetett megakadályozni, hogy az iskola perbe szállt azért, hogy továbbra is ragaszkodhasson filozófiájához. A pert három napi tárgyalás után egy peren kívüli megegyezés zárta le, amely az iskola számára kedvező, és amely továbbra is biztosítja a gyerekek szabadságát annak eldöntésében, hogy mikor és mennyi tanórát látogatnak. A perről egy játékfilmet készített a BBC 2008-ban.
Zoë négygyermekes családanya, gyermekei mind a Summerhill iskolába jártak, s két unokája jelenleg is odajár.
Az iskola vezetésének munkájában - mindazokat a dolgokat, amelyek nem tartoznak az önkormányzat hatáskörébe - férje, Tony Readhead segíti.
Saját vezetői szerepéről így vall: "Látom magamat, mint egy kormányos. Egy nagyon szép, nagyon öreg hajó kormányosa... és az én feladatom figyelni, hogy a hajó jó irányban halad. De hogy a hajón eközben mi történik az már mindenki ügye. Kell, hogy legyen egy kapitány a hajón.
Az idő legnagyobb részében nem hozok döntéseket a közösségi gyűléseken kívül. De a mai világban annyi minden dolog van, amiről tudni kell. Ide tartozik azoknak a problémáknak a sora, amik az alatt a cím alatt futnak, hogy hogyan kell óvni a gyerekeket (safeguerding the children). Ide tartozik a védelem a szexuális molesztálástól mindenféle más dologig, amit ma ez alatt értenek. A külső világ fanatikus ez ügyben. Nekünk is meg kell találni azt, hogy ezt működtessük, anélkül, hogy mindezzel túlzottan megterhelnénk a közösséget. Kreatívnak kell lennünk, és néha előfordul, hogy azzal megyek a gyűlés elé, hogy elmondom: ezzel a kérdéssel kapcsolatban ezt és ezt tettük."
Az utóbbi években fia, William is részese az igazgatói hatáskörbe tartozó döntések meghozatalának. 2006-ban egy 60 oldalas fejezetben megírta emlékezését apjáról, és visszatekintett iskolavezetői tevékenységére.